# هور أباد العليا (بيش كوه زلاغي)
هور أباد العلیا (بالفارسية: حرآباد علیا) هي قرية تقع في إيران في قسم بیش کوه زلاغي الریفي. يقدر عدد سكانها بـ 223 نسمة .